# Cinqfontaines
Cinqfontaines (lb. Pafemillen, niem. Fünfbrunnen) – mała miejscowość (lieu-dit) w północnym Luksemburgu, w kantonie Clervaux, część jej leży w gminie Troisvierges, a pozostała w gminie Wincrange. Do 3 października 2015 miejscowość leżała w dystrykcie Diekirch.

## Demografia
W miejscowości mieszka 5 osób (1 stycznia 2023).